# Giro del Lazio 1936
Il Giro del Lazio 1936, quarta edizione della corsa, noto anche come Giro delle Quattro Provincie del Lazio, si svolse dal 14 al 16 agosto 1936, su un percorso suddiviso su 3 tappe (la prima in 2 semitappe). La vittoria fu appannaggio dell'italiano Rinaldo Gerini precedendo i connazionali Enrico Mollo e Mario Vicini.

## Tappe
| Tappa  | Data      | Percorso               | km | Vincitore di tappa | Leader cl. generale |
| ------ | --------- | ---------------------- | -- | ------------------ | ------------------- |
| 1ª-1   | 14 agosto | Roma > Tagliacozzo     | ?  | Mario Vicini       | Mario Vicini        |
| 1ª-2   | 14 agosto | Tagliacozzo > Avezzano | ?  | Adalino Mealli     | non conosciuto      |
| 2ª     | 15 agosto | Avezzano > Roma        | ?  | Cesare Del Cancia  | non conosciuto      |
| 3ª     | 16 agosto | Roma > Roma            | ?  | Pietro Chiappini   | Rinaldo Gerini      |
| Totale | Totale    | Totale                 | ?  |                    |                     |

## Dettagli delle tappe

### 1ª tappa-1
- 14 agosto: Roma > Tagliacozzo – ? km

Risultati
| Pos. | Corridore    | Squadra | Tempo |
| ---- | ------------ | ------- | ----- |
| 1    | Mario Vicini | Gloria  | ?     |

| Pos. | Corridore    | Squadra | Tempo |
| ---- | ------------ | ------- | ----- |
| 1    | Mario Vicini | Gloria  | ?     |

### 1ª tappa-2
- 14 agosto: Tagliacozzo > Avezzano – ? km

Risultati
| Pos. | Corridore      | Squadra | Tempo |
| ---- | -------------- | ------- | ----- |
| 1    | Adalino Mealli | Legnano | ?     |

| Pos. | Corridore      | Squadra | Tempo |
| ---- | -------------- | ------- | ----- |
| 1    | non conosciuto | -       | ?     |

### 2ª tappa
- 15 agosto: Avezzano > Roma – ? km

Risultati
| Pos. | Corridore         | Squadra | Tempo |
| ---- | ----------------- | ------- | ----- |
| 1    | Cesare Del Cancia | Ganna   | ?     |

| Pos. | Corridore      | Squadra | Tempo |
| ---- | -------------- | ------- | ----- |
| 1    | non conosciuto | -       | ?     |

### 3ª tappa
- 7 ottobre: Roma > Roma – ? km

Risultati
| Pos. | Corridore        | Squadra    | Tempo |
| ---- | ---------------- | ---------- | ----- |
| 1    | Pietro Chiappini | S.S. Mater | ?     |

| Pos. | Corridore      | Squadra | Tempo |
| ---- | -------------- | ------- | ----- |
| 1    | Rinaldo Gerini | Legnano | ?     |

## Ordine d'arrivo (Top 3)
| Pos. | Corridore      | Squadra | Tempo |
| ---- | -------------- | ------- | ----- |
| 1    | Rinaldo Gerini | Fréjus  |       |
| 2    | Enrico Mollo   | Gloria  |       |
| 3    | Mario Vicini   | Gloria  |       |